# Украинские новейшие технологии
«Украинские новейшие технологии» — украинская телекоммуникационная компания. Предоставляет фиксированный доступ в интернет по технологии WiMAX под брендом Alternet и мобильный доступ в интернет по технологии WiMAX под брендом FreshTel.

## История
6 апреля 2005 г. на выставке EnterEX 2005 компания продемонстрировала первую в стране систему WiMAX..
10 ноября 2005 г. УНТ запустила в коммерческую эксплуатацию фиксированные WiMAX-сети в Киеве и Харькове (ТМ AlterNet).
На конец 2009 г. покрытие присутствует в 7 регионах Украины.
9 сентября 2009 г. был представлен новый бренд Freshtel и запущена в тестовую эксплуатацию первая украинская сеть Mobile WiMAX на частоте 3,5 ГГц. Покрытие сети изначально охватывало центр Киева. За почти полтора месяца тестовой эксплуатации сети к оператору подключились только 800 абонентов.
Начало коммерческой эксплуатации планируется 15 января 2010 г, когда будет покрыта большая часть территории города.
В рекламе услуг мобильного WiMax под брендом FreshTel компания использует обозначение 4G, хотя согласно классификации Международного союза электросвязи WiMax IEEE802.15-2005 является стандартом группы IMT-2000 (3G)
Для построения сети используются базовые станции производства компании ZTE.

## Акционеры
- Icon Private Equity (Виктор Пинчук), 72 %;
- Михаил Гамзин, 23 %;
- Intel Capital, до 5 %.[8]

## Страны
Бренд FreshTel представлен в следующих странах:
- Россия (компания ООО «ИнтерПроект», с 2009 года)
- Украина